# Autobahndreieck Hannover-Nord
Das Autobahndreieck Hannover-Nord (Abkürzung: AD Hannover-Nord; Kurzform: Dreieck Hannover-Nord) ist ein Autobahndreieck in Niedersachsen in der Region Hannover. Es verbindet die Bundesautobahn 7 (Flensburg – Hannover – Kassel – Füssen) (Europastraße 45) mit der Bundesautobahn 352 (Eckverbindung Hannover).

## Ausbauzustand
Die A 7 ist sechsspurig ausgebaut, die A 352 vierspurig.
Das Dreieck ist in Form einer normalen Gabelung angelegt.

## Verkehrsaufkommen
Das Dreieck wird täglich von etwa 89.000 Fahrzeugen befahren.
| Von              | Nach                               | Durchschnittliche tägliche Verkehrsstärke | Durchschnittliche tägliche Verkehrsstärke | Durchschnittliche tägliche Verkehrsstärke | Anteil Schwerlastverkehr | Anteil Schwerlastverkehr | Anteil Schwerlastverkehr |
| Von              | Nach                               | 2005                                      | 2010                                      | 2015                                      | 2005                     | 2010                     | 2015                     |
| ---------------- | ---------------------------------- | ----------------------------------------- | ----------------------------------------- | ----------------------------------------- | ------------------------ | ------------------------ | ------------------------ |
| AS Berkhof (A 7) | AD Hannover-Nord                   | 95.000                                    | 94.000                                    | 90.700                                    | 15,2 %                   | 16,0 %                   | 15,5 %                   |
| AD Hannover-Nord | AS Großburgwedel (A 7)             | 55.600                                    | 56.100                                    | keine Daten                               | 16,0 %                   | 16,2 %                   | keine Daten              |
| AD Hannover-Nord | AS Langenhagen-Kaltenweide (A 352) | 31.700                                    | 32.200                                    | 31.200                                    | 11,5 %                   | 10,3 %                   | 14,4 %                   |